# Dziuché
Dziuché (del maya: Dziu Cheʼ ‘Pájaro en la madera’) fundado el 22 de julio de 1936[cita requerida], es una población del estado mexicano de Quintana Roo, ubicada en el municipio de José María Morelos, en el oeste del estado y del municipio, cercana a los límites de Yucatán, lo que la convierte en una localidad fronteriza con ese Estado. Forma parte de la Zona Maya de Quintana Roo.
En 1974 Dziuché fue junto con Kilómetro Cincuenta, localidad contemplada para ser la cabecera municipal del municipio de José María Morelos, pero por diversas cuestiones y situaciones la localidad designada como cabecera municipal fue Kilómetro Cincuenta convirtiéndose en la ciudad de José María Morelos y Dziuché pasó a ser así la segunda población más importante del municipio.

## Geografía

### Orografía e hidrografía
Como la gran mayoría del territorio de la Península de Yucatán el territorio de la villa es prácticamente plano.
Dentro del ejido de Dziuché se encuentra la laguna Chichankanab donde se puede disfrutar el contacto con la naturaleza, las corrientes superficiales no existen.

### Clima y ecosistema
El clima que se presenta es cálido-sub húmedo, con lluvias en verano, teniéndose una precipitación pluvial promedio anual de 1,268 mm, y una temperatura promedio anual de 25.9 °C, predomina el clima húmedo, ya que la región donde se encuentra el poblado es selva húmeda.
La vegetación que predomina es el bosque tropical perennifolio , la fauna principal está representada por especies como venado, jabalí, pavo, faisán y otras.

### Demografía
La villa de Dziuché cuenta con 3 611 habitantes de acuerdo a los resultados del Censo de Población y Vivienda realizado en 2020 por ProDESC e Instituto Nacional de Estadística y Geografía. Dziuché se encuentra dispersado en 7 colonias; colonia México, colonia Chichankanab, colonia La Guadalupana, colonia El Pocito, colonia La Frontera, colonia San Juan y colonia Centro.

## Servicios e Infraestructura

### Salud
Dziuche tuvo un famoso curandero naturista mejor conocido en el pueblo como "el brujo" o "el negro", tiene mucha popularidad por ser catalogado como excelente, siendo visitado por personas famosas y célebres como políticos y artistas de renombre a nivel nacional a quienes ha curado. La demarcación tiene también un hospital con médicos trabajando las 24 horas así como también médicos con consultorios particulares.

### Educación
En la educación, se cuenta con 2 Jardines de niños: "Federico Froebel" y "Rosario María Gutiérrez Eskildsen", ambas de turno matutino; 2 escuelas primarias: "Manuel Rodríguez Arcos" y "Josefa Ortiz De Domínguez", de turno matutino y vespertino respectivamente; y una escuela secundaria técnica: #13 "Lic. Manuel Crescencio Rejón", de turno discontinuo; y con la máxima casa de estudios de la localidad que es el Centro de Bachillerato Tecnológico Agropecuario 291 (CBTA 291), de turno discontinuo.

### Cultura
Dentro de la cultura de la gente en su gran mayoría creyentes de la Iglesia católica está guardarle gran devoción a la Virgen de Guadalupe que es el santo patrono del poblado y de ahí que la iglesia de la población se llame "La Guadalupana", cada año en su honor se lleva a cabo del 8 al 14 de diciembre la tradicional fiesta del pueblo que entre las actividades están la clásica vaquería el primer día, corridas de toros, peleas de gallos, juegos mecánicos de diversiones, bailes populares, puestos de comida entre otras.
Gran parte de la población aún conservan las costumbres y tradiciones de la cultura maya, así como el uso de la lengua maya como forma de expresarse y comunicarse.

### Desarrollo urbano, comunicaciones y transportes
Desarrollo urbano:
Cuenta con servicios de hoteles, televisión de paga, hospital, restaurantes, estaciones de gasolina, taxis, estación de gas LP, cobertura de telefonía celular, teléfonos públicos e Internet de banda ancha.
Comunicaciones:
Tiene comunicación como teléfonos locales de la línea Telmex, cobertura de telefonía celular de la línea Telcel, Internet Prodigy Infinitum y compañías privadas de internet fibra optica , también se encuentra sobre la Carretera Federal 184 que conduce a las ciudades de Cancún, Chetumal, Mérida, Valladolid.
Transportes:
Como medio de transporte Dziuché cuenta con el Sindicato de Choferes de Vehículos de Alquiler y Carga perteneciente al Frente Único de Trabajadores del Volante comúnmente llamado "sindicato de taxistas Dziuche", Sindicato de Mototaxistas "sindicato Chichankanab", un gremio de Tricitaxis locales, así como con servicio de distintas líneas de autobuses particulares; desde hace unos años un nuevo sindicato de taxistas perteneciente a la UNTRAC intenta establecerse en Dziuché pero debido a la falta de demanda por parte de los pasajeros, sus intenciones no logran concretarse.

### Deporte
En Dziuché se cuenta con espacios deportivos en los cuales se pueden practicar los principales deportes como lo son: canchas de fútbol rápido, canchas de basquetbool , canchas de volybol, el domo deportivo donde aparte de todos estos deportes también se practican luchas asociadas con instructores cubanos, el campo de fútbol soccer con pista de atletismo "Mario Ernesto Villanueva Madrid", casa del equipo local de fútbol; el campo de béisbol y softbol "Jesús Martínez Ross" casa del equipo local "Laguneros De Dziuché", existen ligas y torneos locales femeniles y varoniles en todos los deportes y también equipos locales tanto femeniles como varoniles que participan en ligas y torneos municipales, estatales y peninsulares.

## Actividades económicas
las principales actividades económicas son la producción agrícola, el comercio y el turismo.

### Producción agrícola
Dziuché es centro de producción y de acopio de miel y así como promotor de limón el cual se está sembrando en un poco más de 15 hectáreas dentro del ejido Dziuché, que es el ejido más grande del municipio de José María Morelos en cuanto a extensión territorial y cuenta con invernaderos y sistemas mecanizados de riego.

### Comercio
En la localidad se cuenta con tiendas de Importaciones, donde se pueden encontrar muchos artículos a bajos precios, que en la época de la fayuca, antes del tratado de libre comercio era visitado por grandes y reconocidos artistas y políticos de envergadura nacional.

### Turismo
Dziuché es el principal impulsór turístico y económico del municipio de José María Morelos ya que es un punto de partida para la Ruta de las Iglesias y en Dziuché se concentra el proyecto turístico de la laguna Chichankanab, que es principal atractivo turístico del municipio de José María Morelos ya que por su ubicación geográfica es el único municipio de los 10 municipios del Estado de Quintana Roo que no tiene costas.
Esta localidad ya tiene próximos proyectos, la ampliación de la carretera Dziuche-Tihosuco con motivo de la Ruta de las Iglesias; la creación de un criadero de venados, así como la extensión del primer proyecto del balneario Chichankanab (la avenida al balneario y la creación de tours en el cual se prevé instalar palapas en la otra orilla, así mostrar los misterios de esta belleza natural).
Existen testimonios verdaderos de los habitantes de que existen en la población túneles subterráneos secretos que conducen hasta la población maya de Tihosuco en el municipio de Felipe Carrillo Puerto que fueron construidos y utilizados durante la Guerra de Castas por los terratenientes como camino seguro para transportarse y resguardo para sus riquezas. A 1 km de la población se encuentran vestigios mayas, monolitos y un sinfín de estructuras, tachados como lugar de saqueos por la ausencia del INAH y autoridades de los 3 niveles de gobierno.

## Política

### Administración
Debido a su número de población e importancia en el ámbito municipal, cuando la VI Legislatura del H. Congreso del Estado decreta la creación de Alcaldías en el estado, la villa de Dziuché obtiene la elevación al rango y categoría de Alcaldía. La alcaldía está conformada por un alcalde, dos concejales y un tesorero. Su método de elección es mediante elecciones locales. Los alcaldes son electos mediante el voto libre, directo y secreto (sufragio efectivo) en elecciones celebradas en el año en que se instaló el nuevo H. Ayuntamiento, y son electos para el mismo periodo de tres años que éste, en estas elecciones locales no participan oficialmente los partidos políticos, sino que estos se presentan de manera independiente por medio de planillas.

### Representación legislativa
Para la elección de diputados locales al Congreso del Estado, y de diputados federales a la Cámara de Diputados del Congreso de la Unión, la villa se encuentra integrada a los sig. distritos electorales de la siguiente manera:
Local:
- XIII Distrito Electoral Local de Quintana Roo con cabecera en Felipe Carrillo Puerto

Federal:
- II Distrito Electoral Federal de Quintana Roo con cabecera en Chetumal.[7]

### Alcaldes
- (1992 - 1993): Porfirio Hernández Alonzo
- (1993 - 1996): Cirilo Flota Medina
- (1996 - 1999): Victoriano Teh López
- (1999 - 2002): Filiberto Estrada
- (2002 - 2005): Ligia Alicia Alcocer Angulo
- (2005 - 2008): José Rubén Flota Martín
- (2008 - 2011): Gumersindo Peraza Hernández
- (2011 - 2013): Cruz de la Torre Méndez
- (2013 - 2016): Cirilo Flota Medina
- (2016 - 2018): Joaquín Inurreta Canul
- (2018 - 2021): David Ángel Espadas Flota
- (2021 - 2024): José Santiago Castillo Rodríguez
- (2024 - 2027): Roque Eleuterio Borges Cob